# Giftorätt
Giftorätt är en äkta makes andel i boet, det vill säga den förmögenhet som vare sig på grund av äktenskapsförord eller lagbestämmelse tillhör dem gemensamt.
Trots att uttrycket giftorätt verkar ha kommit i bruk först under 1700-talet, och inte har någon direkt motsvarighet i andra språk, så är förmögenhetsgemenskap mellan makar ett både gammalt och vida utbrett rättsinstitut.
Vid skilsmässa delas giftorättsgodset lika mellan makarna. Vid arvskiften likaså, dock kan den framlidne maken göra den andre i stort sett arvslös (med undantag för 4 basbelopp).